# Steve Mackay
Steve Mackay (25 de setembro de 1949 – 11 de outubro de 2015) foi um saxofonista americano, mais conhecido por sua participação na banda The Stooges. No final dos anos 1960 formou uma dupla de sax e bateria chamada Carnal Kitchen.

## Infância
Nascido em Grand Rapids, Michigan, Steve cresceu escutando discos de sua mãe como Stan Getz e "Birth of The Cool" de Miles Davis, mas também teve grande influência da revolução do Rock and Roll dos anos 50.
Em entrevista à [ligação inativa], Steve lembrou “There was a rockin’ tenor sax solo on almost every song on the Top 40 in 1958.” (traduzido livremente como: "Havia um solo de rock de sax tenor em quase todas as músicas do Top 40 em 1958"). Quando ocorreu a invasão britânica com os Beatles e os Rolling Stones, disse que todos os seus amigos compraram guitarras, o sax deixou de ser "legal", mas ele era o único que sabia tocar solos.

## Carreira
Em 1967, Steve se mudou para Ann Arbor, Michigan para entrar na Universidade de Michigan, aí então descobriu as drogas, viagens psicodélicas e a partir daí mudou radicalmente sua vida, foi aí que montou a dupla de improviso "Carnal Kitchen".
Steve conheceu Iggy Pop ainda como baterista da banda "The Iguanas", em 1968/1969 Steve foi a alguns shows da banda de Iggy, que na época se chamava "The Psychedelic Stooges" (que algum tempo depois se tornaria "The Stooges"), e os dois ficaram se conhecendo.
Em 1970 Iggy convidou Steve para tocar com eles na gravação do álbum Funhouse, Steve tocou na faixa que título ao disco, em "1970" e "L.A. Blues". Steve conta que Iggy já tinha tudo arranjado para seu sax, pedindo para ele tocar como se fosse Mace Parker (saxofonista de James Brown) chapado de ácido.
A faixa "L.A. Blues" é um improviso feito como o que a banda costumava fazer ao final de seus shows enquano Iggy terminava de ser carregado de volta para o palco depois de um de seus stage dives.
Steve fez turnê com os Stooges por seis meses em 1970, passando por Detroit, Nova Orleans, Saint Louis, Nova York e Los Angeles, depois retornou ao Carnal Kitchen.
Em 2003, Steve foi chamado novamente por Iggy para participar da reunião do Stooges, eles vem fazendo turnês mundiais desde então, também participou das gravações do álbum de estúdio "The Weirdness".
Nos anos 70 Steve participou de outras inúmeras colaborações, sendo a de maior expressão com a banda Violent Femmes, mas mesmo sendo um músico "na ativa", por alguns anos foi tido como morto pela mídia musical, devido a um erro do jornalista britânico Nick Kent, que confundiu Steve com Zeke Zettner (ex-baixista do Stooges) que morreu de overdose em 1975. Além dessa outras duas vezes sua morte foi reportada prematuramente, em 1983 ele quase morreu de falência pulmonar, foi ajudado pelos membros do Violent Femmes em sua recuperação, e a outra vez foi durante os anos 90, quando um homônimo seu morreu de AIDS em São Francisco.
Nos anos 80 deixou a música de lado por um tempo e trabalhou como eletricista, mas voltou à ativa graças ao apoio de sua mulher e de Iggy Pop, lançando trabalhos solo e colaborando com J Mascis, The Randon Ensemble e The Stooges.
Atualmente Steve toca com o The Stooges e com uma banda de Dublin chamada Estel, que inclusive toca uma versão de Funhouse. Steve estava internado em estado crítico e morreu em 11 de Outubro de 2015 vitima de uma infecção no intestino

## Discografia

### com Iggy & The Stooges
- Funhouse (1970)
- The Weirdness (2007)
- Ready to Die (2013)